# Barbula vaginata
Barbula vaginata är en bladmossart som beskrevs av Warnstorf 1915. Barbula vaginata ingår i släktet neonmossor, och familjen Pottiaceae. Inga underarter finns listade i Catalogue of Life.